# Instabilidade de microsatélites

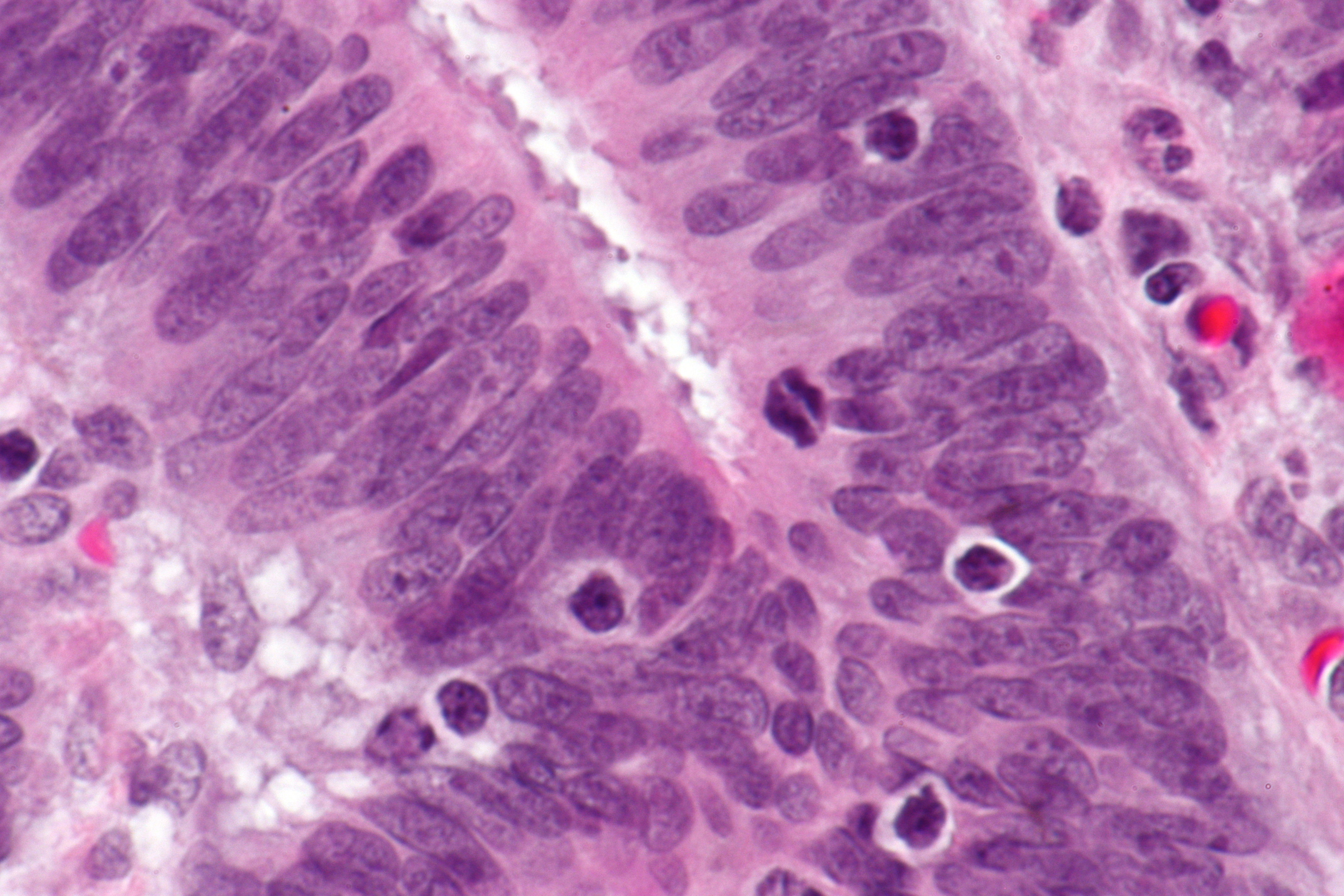
Micrografia mostrando linfócitos infiltrantes de tumor em um caso de câncer colorretal com evidências de MSI-H na imunotincagem. Corante H&E

Instabilidade de microsatélites (MSI) são alterações que ocorrem em determinadas células em que o número de bases repetidas de ADN num microssatélite é diferente do número de quando o microssatélite foi herdado. Esta instabiliddade pode ser causada por erros que não são corrigidos durante a cópia do ADN numa célula. Embora possa ocorrer em vários tipos de cancro, é mais comum no cancro colorrectal, cancro do estômago e cancro do endométrio.